# Controllo degli uccelli

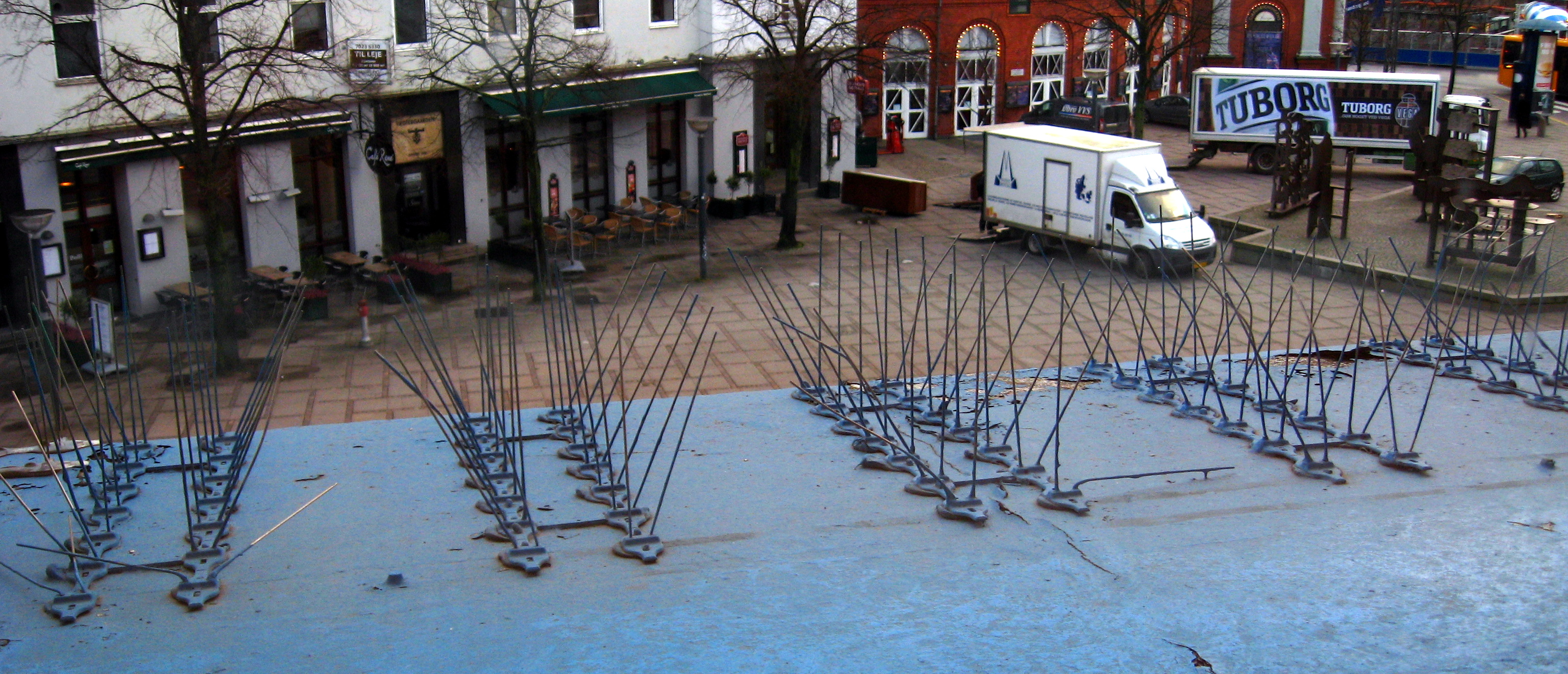
Tipici dissuasori per uccelli (qui su un tetto in Danimarca)

Il controllo degli uccelli rappresenta una soluzione alle problematiche moderne che scaturiscono dall'invadenza di luoghi da parte di uccelli infestanti.
Infatti la progressiva urbanizzazione e la diminuzione degli habitat naturali spingono volatili come gabbiani, cornacchie, piccioni ed altri uccelli selvatici a colonizzare ambienti urbani, industriali e commerciali. Questi animali, oltre a rappresentare un danno diretto alle coltivazioni e alla produzione industriale, possono fungere da vettori per pericolose malattie trasmissibili all'essere umano.

## Volatili infestanti

### Piccione (Columba livia)
Il piccione, uccello tra i più diffusi nell'habitat urbano (centri storici, piazze, chiese,etc), ha una straordinaria capacità riproduttiva (fino a 6 covate l'anno da due uova ciascuna), che in natura è compensata da un'elevata mortalità dei giovani. In città, grazie alla facile reperibilità di calore e cibo, le colonie di piccioni tendono ad essere particolarmente infestanti. L'elevato numero di individui infetti comporta il rapido diffondersi di problemi sanitari correlati all' igiene degli ambienti infestati.

### Gabbiano Reale (Larus michahellis)
Il gabbiano è un volatile che tende a vivere in ampi gruppi familiari. Caratteristiche principali che ne determinano la problematicità sono:
- Atteggiamento protettivo verso il nido senza nessuna paura nei confronti dell'essere umano
- Feci corrosive ed abbondanti
- Capacità di adattarsi a qualunque tipo di dieta (rifiuti, carogne ed animali come pesci, topi, gatti, piccioni ed altri gabbiani)
- Adattamento ad ambienti diversi dall'habitat costiero e capacità di fare lunghi tragitti durante il giorno tra l'entroterra ed il mare.

### Cornacchia (Corvus corone cornix)
Da sempre uccello dannoso per le coltivazioni, la cornacchia condivide con il piccione la straordinaria capacità di colonizzare ambienti urbani e con il gabbiano quella di adattarsi ad una dieta carnivora. Vettore anch'essa di malattie trasmissibili all'uomo è un'infestante tra i più resistenti e tenaci.

### Altri infestanti
Tra gli uccelli dannosi all'uomo e alla sua produttività figurano anche gli storni, i corvi, le gazze e i passeri.

## Luoghi infestati
L'attività di controllo degli uccelli è volta all'allontanamento dei volatili molesti sia in ampi luoghi aperti sia in singoli edifici infestati. Gli animali possono colonizzare e comportare problemi di natura igienico sanitaria sia in un singolo cornicione di un edificio sia in un intero centro storico. Gli interventi classici sono richiesti nei luoghi di rilevanza storico architettonica, nei siti industriali (specialmente negli stabilimenti di produzione alimentare), nelle sedi commerciali, in luoghi di rilevanza strategica.

### Ambienti confinati
Aree comunemente scelte da specie moleste come sede per la nidificazione o l'approvvigionamento alimentare sono edifici che offrono parti aggettanti come cornicioni, balconi, terrazze, pannelli solari (specialmente quelli posti sul tetto), unità esterne di condizionatori d'aria ed altri elementi che offrono riparo o generano calore. Anche un muro ricco di nicchie e bucature, come una parete in muratura storica, offre un eccellente riparo e un luogo adatto alla collocazione dei nidi di piccioni, gabbiani ed affini. Gli edifici che offrono un eccellente riparo agli uccelli sono capannoni (usati sia per stoccaggio sia per ospitare attività produttive), silos, chiese, alberghi, condomini, monumenti storici, autorimesse, centri commerciali.

### Ambienti ampi ed aperti
Spesso, invece di un singolo edificio, ad essere interessate da colonie di volatili infestanti sono un gruppo di fabbricati, quartieri o interi centri storici. In queste aree gli uccelli hanno imparato a procacciarsi il cibo e a trovare un comodo riparo dal freddo e dalla pioggia.

### Ambienti strategici
L'attività di controllo degli uccelli risulta particolarmente preziosa in ambienti strategici come discariche, in cui la presenza dei volatili è massiccia, o aeroporti, dove garantire la sicurezza è fondamentale. In queste aree strategiche il servizio di controllo degli uccelli è attivo 7 giorni su 7 e 24 ore al giorno.

## Problemi igienici e malattie

### Igiene del lavoro
Le feci degli uccelli infestanti sono il veicolo ideale di molte malattie. Da un ambiente infestato, in seguito alla polverizzazione e alla successiva dispersione degli escrementi, i germi (batteri, virus, miceti e altri parassiti) sono in grado di raggiungere ambienti vicini e contaminare oggetti, cibi, superfici e persone. Questo può rappresentare un grande problema per imprese che hanno sedi oggetto di infestazione.
Come stabilito dagli art. 32 e 35 della Costituzione Italiana ”la salute è un diritto fondamentale dell'individuo”. Il codice civile si esprime in merito nell'articolo 2087 sostenendo che l'imprenditore è il responsabile dell'adozione delle norme di igiene del lavoro atte a prevenire gli infortuni e le malattie professionali.
Il codice penale nell'articolo 590 definisce la mancata osservanza degli obblighi dell'imprenditore in materia di igiene del lavoro e il procurare una malattia professionale al dipendente come lesioni personali colpose, punibili anche con la reclusione
Infine il D. Lgs. 81/2008 regola nello specifico le norme relative alla Sicurezza sul Lavoro.

### Allegato XLVI – Elenco degli agenti biologici classificati
Di seguito è riportata la classificazione degli agenti biologici ripartiti a seconda del grado di infezione in base all'art. 268 ed elencati nell'allegato XLVI del Decreto legislativo n. 81/2008, come modificato dal Decreto Correttivo D. Lgs 106/2009. 
- Istoplasmosi: è provocata da funghi microscopici che attaccano l'apparato respiratorio causando polmoniti. In alcuni casi può anche colpire il sistema nervoso centrale causando anche paresi o causare di rado casi fulminanti mortali. Questi funghi si trovano soprattutto negli escrementi secchi. (All. XLVI FUNGHI – Histoplasma capsulatum var. capsulatum – Classificazione 3)
- Candidiasi: il responsabile è un fungo che provoca infezioni intestinali e irritazioni ai genitali femminili. La candida può essere presente sulle piume dei piccioni e il contagio può avvenire toccando l'animale. (All. XLVI FUNGHI – Candida albicans – Classificazione 2)
- Criptococcosi: provoca polmoniti e disturbi al sistema nervoso. Il fungo responsabile prolifera negli escrementi e anche in questo caso si trasmette toccando le feci e portando le mani alla bocca. (All. XLVI FUNGHI – Cryptococcus neoformans var. neoformans – Classificazione 2)
- Encefalite di Saint-Louis: si tratta di una infiammazione al cervello e può essere molto pericolosa. Il contagio avviene dal contatto diretto con un animale infetto. (All. XLVI VIRUS Encefalite di St. Louis – Classificazione 3)
- Salmonellosi: si tratta di una infezione intestinale con diarrea, nausea, vomito e, a volte febbre. Le salmonelle si riproducono nelle feci e si trasmettono per contatto. Sembra che almeno il 50% dei piccioni del centro nord sia infettato da salmonella. (All. XLVI BATTERI Salmonella enteritidis e Salmonella typhimurium – Classificazione 2)
- Tubercolosi: i colombi possono contrarre una forma di tubercolosi sostenuta dal Mycobacterium avium che colpisce però solo in maniera sporadica, dando forme molto meno gravi di quelle provocate da M. Tubercolosis, specificamente patogeno per l'uomo. (All. XLVI BATTERI Mycobacterium avium/intracellulare – Classificazione 2) (All. XLVI BATTERI Mycobacterium tuberculosis – Classificazione 3)
- Toxoplasmosi: i piccioni possono essere vettori di tale zoonosi specie nelle grosse metropoli, dove vengono predati da gatti randagi; vivono in colonie radicate sul territorio ove la diffusione della patologia può assumere dimensioni allarmanti. (All. XLVI PARASSITI Toxoplasma gondii – Classificazione 2)
- Ascaridiosi: attraverso le feci il piccione può eliminare uova di ascaridi che possono infettare il mantello di cani e di gatti. (All. XLVI PARASSITI Ascaris lumbricoides – Classificazione 2)
- Psittacosi: è causata da un batterio che può dare sintomi simili a quelli dell'influenza, ma con rischio di polmonite. Il contagio avviene anche in questo caso dal contatto con gli escrementi o respirando pulviscolo contenente escrementi polverizzati. (All. XLVI BATTERI Clamydia psittaci (ceppi non aviari) – Classificazione 2) (All. XLVI BATTERI Clamydia psittaci (ceppi aviari) – Classificazione 3)

Inoltre i colombi sono portatori di ectoparassiti, i più pericolosi dei quali sono:
Le zecche o argasidi (Argas reflexus) che possono veicolare all'uomo il batterio patogeno del genere Borrelia (Borrelliosi) od addirittura mortale nei confronti dell'uomo (malattia di Lyme), responsabile di contagi con diffusione epidemica. La zecca del piccione trasmette anche il batterio Coxiella bumetii che provoca febbre e sintomi influenzali. (All. XLVI BATTERI Borrellia burgdorferi – Classificazione 2) (All. XLVI PARASSITI Coxiella bumetii – Classificazione 3) La puntura della zecca provoca inoltre eritemi e reazioni allergiche, fino allo shock anafilattico, con rarissimi casi a decorso letale.
Altri parassiti esterni sono:
- Gli acari che nidificano tra le penne dei piccioni.
- Le pulci di cui i nidi di piccioni sono spesso infestati.

## Danni a edifici e manufatti
Gli escrementi di alcuni uccelli, in particolare i piccioni, oltre a imbrattare edifici e monumenti possono danneggiarli, perché contengono sostanze che a lungo andare risultano corrosive su marmi e pietre. I manufatti possono essere inoltre danneggiati a causa dell'azione meccanica di unghie e becchi. Gli uccelli possono inoltre smuovere le tegole rotte o malferme, facilitando le infiltrazioni di acqua piovana nei tetti.

## Danni alle colture agricole
Alcune specie di uccelli possono provocare danni alle colture agricole, che variano a seconda della specie coltivata e del tipo di coltura. Nei seminativi, gli uccelli possono intervenire subito dopo la semina o successivamente, nella fase di maturazione delle spighe; il danno consiste nella perdita di una quota del prodotto. Nel caso delle colture ortive e degli arboreti da frutto, il danno consiste nelle beccature dei frutti in fase di maturazione, che rendono non commerciabili i frutti colpiti. Le colture erbacee maggiormente colpite sono frumento, mais, sorgo e girasole; tra le ortive vi sono il melone, la fragola, il pomodoro e le piantine di lattuga; tra le colture arboree da frutto vi sono il melo, il pero e in misura monore il pesco.

## Tecniche per l'attuazione del controllo degli uccelli
Vi sono diverse metodologie praticate per l'attuazione del controllo degli uccelli. Anzitutto, i tempi d'intervento variano a seconda delle zone coinvolte: ad esempio, nelle aree agricole la difesa dagli uccelli deve essere attuata solo nei periodi in cui sono presenti i prodotti vegetali di cui si cibano, mentre negli aeroporti va attuata di continuo. 
Le modalità d’intervento si dividono in due categorie: metodi ecologici e metodi letali. 

### Metodi ecologici
I metodi ecologici hanno lo scopo di limitare le risorse alimentari e di spazio a disposizione degli uccelli e di tenerli lontani dai luoghi da proteggere.  Tali metodi comprendono: metodi di prevenzione, come azioni sull’habitat e sulle tecniche agricole; sistemi di difesa attiva; sistemi di difesa passiva; mezzi chimici; mezzi biologici.

#### Azioni sull’habitat e sulle tecniche agricole
In ambiente urbano, è utile effettuare campagne educative rivolte ai cittadini per indurli a non dare da mangiare ai piccioni e ad effettuare gli opportuni interventi negli edifici dove possono trovare rifugio (verifica dell'integrità delle tegole, chiusura dei fori nelle facciate e delle vie di accesso ai sottotetti). Nelle campagne si possono usare alcuni accorgimenti nelle tecniche agricole, tra cui: lasciare trascorrere alcuni giorni tra i lavori di preparazione del terreno (aratura, scarificatura, ecc.) e la semina; seminare nelle condizioni meteorologiche più favorevoli, in modo da accorciare il periodo necessario per la crescita dei germogli; seminare con precisione e alla giusta profondità, in modo che in superficie restino pochi semi.

#### Mezzi di difesa attivi
Comprendono i dissuasori ottici e acustici.
- Dissuasori ottici: oltre ai classici spaventapasseri, comprendono i nastri in materia plastica che riflettono la luce solare, i palloni scaccia-uccelli (con disegni di occhi che assomigliano a quelli di un uccello predatore) e i finti predatori (sagome di gufi e falchi).
- Dissuasori acustici: comprendono i cannoncini a gas, che provocano scoppi ripetuti simili a spari[4].

#### Mezzi di difesa passivi
Sono detti anche mezzi di esclusione meccanica e sono basati sui dissuasori meccanici, sui fili instabili e sulle reti di protezione.
- Dissuasori meccanici: sono costituiti da aghi di acciaio posizionati su una base in metallo o plastica; gli aghi hanno le punte smussate in modo da non danneggiare fisicamente i volatili, ma di impedirgli di posarsi sulla superficie protetta. Questi dissuasori sono adatti per piccole superfici, in particolare cornicioni e davanzali.
- Fili instabili: sono costituiti da fili in acciaio, tenuti in tensione da molle in acciaio; l’instabilità del filo rende insicuri i volatili, che vanno via. Sono adatti anche questi per piccole superfici, come le grondaie.
- Reti di protezione: si usano per impedire agli uccelli di accedere ad una determinata area. Per i camini si preferiscono le reti metalliche, mentre per i tetti e i cortili interni si usano reti in materiale plastico. Le reti in materiale plastico si usano anche in agricoltura, per impedire ai volatili di entrare in contatto con i vegetali; per il loro costo, la convenienza economica è limitata agli orti e frutteti di dimensioni limitate[4].

#### Mezzi chimici
Sono basati sull’uso di sostanze chimiche con effetto repellente.

#### Mezzi biologici
Favorire la presenza e l’azione dei predatori (falchi, sparvieri, gufi, ecc.) può essere fattibile in campagna ma più difficoltoso in città. Un’alternativa può essere rappresentata dalla falconeria, che tuttavia è un metodo costoso e pertanto da privilegiare per le aree strategiche come gli aeroporti.

### Metodi letali
Hanno lo scopo di ridurre la popolazione di uccelli mediante l’eliminazione di una parte degli individui. Il controllo letale può essere realizzato mediante l’abbattimento con armi da fuoco o la cattura con trappole, seguita dalla soppressione degli individui catturati (se venissero trasportati altrove, i volatili potrebbero ritornare). L’uso degli avicidi (esche avvelenate con stricnina, arsenico, cianuro o altre sostanze) è caduto in disuso perché si tratta di sostanze molto tossiche che non è opportuno rilasciare nell’ambiente; inoltre, gli uccelli avvelenati possono morire in luoghi vari (tetti, nidi, ecc.) e costituire ulteriori rischi sanitari. In Italia il controllo letale può essere effettuato solo nell’ambito di piani di abbattimento, che devono essere promossi dalle Regioni con il parere favorevole dell’Istituto superiore per la protezione e la ricerca ambientale (ISPRA) e realizzati dalle Province; si ricorre a questi metodi quando i metodi ecologici si siano rivelati insufficienti. Secondo gli esperti, per le specie maggiormente infestanti come i piccioni i metodi letali hanno comunque un effetto temporaneo, perché  la diminuzione della popolazione per soppressione degli individui viene compensata dalla riproduzione e da spostamenti di volatili dalle zone circostanti.